# Atenteben
 (mai 2020).
Si vous disposez d'ouvrages ou d'articles de référence ou si vous connaissez des sites web de qualité traitant du thème abordé ici, merci de compléter l'article en donnant les références utiles à sa vérifiabilité et en les liant à la section « Notes et références ».
L' atenteben est une flûte de bambou du Ghana. 
Il existe dans le monde de nombreux types de flûtes de bambou, telles que dizi, xiao, shakuhachi, palendag et jinghu. Originaire de l'ethnie Akan du centre-sud du Ghana, en particulier dans la région du plateau du Kwahu l'instrument a été popularisé par le compositeur, musicologue et enseignant ghanéen Ephraim Amu (13 septembre 1899 – 2 janvier 1995) .

## Origine
Atenteben dans le dialecte Akan, signifie atente ou ben. Atente est un mot pluriel dérivé d' otente, le nom d'un tambour à main traditionnel Akan, avec deux têtes couvrant les deux extrémités - ainsi, un tambour otente mais deux tambours atente, et ben signifie flûte ou instrument des aérophones famille. Les tambours atente étaient les principaux instruments qui accompagnaient cette flûte, d'où est issu le nom d'atenteben (ou la flûte accompagnée des tambours atente). L'instrument est originaire de Tweneduruase dans le plateau de Kwahu, dans le centre-sud du Ghana. Les Kwahus font partie des tribus Akan du Ghana, partageant une frontière avec les Akyem au sud et à l'est et avec les Asante au nord et à l'ouest.

## Fonctionnement
La flûte atenteben est l'un des instruments de musique les plus polyvalents du Ghana, elle construite en si bémol et do. Il s'agit d'un instrument soufflé en bout avec six trous supérieurs et un trou inférieur. Son embouchure à l'embouchure de la pipe se compose d'un morceau de bois (fipple) fait pour s'insérer étroitement dans la pipe avec une fente étroite à travers laquelle le son est produit par un souffle. La flûte atenteben du début du XXe siècle comportait cinq trous et elle est soufflée horizontalement dans quatre trous supérieurs et un trou inférieur. Traditionnellement, sa musique était pentatonique ou hexatonique et associée aux funérailles plus qu'aux activités récréatives. L'instrument était populaire dans la première moitié du XXe siècle, mais a décliné à la fin des années 1950 au profit de l'atenteben moderne.

## Facture
Le répertoire de l'atenteben moderne était généralement écrit en do diatonique ou do mixolydien. Cette limitation était due à l'absence d'une technique de jeu qui pourrait produire les sons accidentels de la flûte. Amu a beaucoup écrit pour le chœur d'atenteben comprenant de 16 à 32 joueurs, parfois en combinaison avec un chœur et des instruments de percussion non mélodiques. Le professeur émérite JHK Nketia, le Dr K. Aduonum, le professeur Akin Euba font partie de ceux qui ont écrit pour atenteben et d'autres instruments africains et / ou occidentaux.

## Évolution
Aujourd'hui, la musique atenteben attire un large public. Des compositeurs d'horizons divers ont reconnu la facilité avec laquelle l'instrument peut être adapté à différents genres de musique. L'instrument est utilisé dans de nombreuses écoles et universités à travers le Ghana, à la fois comme instrument solo et ensemble. Un manuel d'instructions pour l'atenteben a été écrit par le Dr Kwasi Aduonum (né en 1939), un éducateur, érudit et compositeur ghanéen de la région du plateau de Kwahu. Le compositeur nigérian Akin Euba a présenté un ensemble pour enfants atenteben dans son opéra Chaka : An Opera in Two Chants (1970).
En 1979, le compositeur de musique d'art néo-traditionnel et fondateur du Pan-African Orchestra du Ghana, Nana Danso Abiam (né en 1953) a introduit le chromaticisme et l'atonalité dans la musique atenteben avec un nouveau doigté qu'il avait développé à l'Institut des études africaines, Université du Ghana, Legon. Ce système de jeu utilisé pour la première fois, les doigtés croisés et les doigts coupés en deux entre autres techniques de sur-soufflage qui produisaient toute la gamme des sons chromatiques et harmoniques de la flûte. L'atenteben est  présent dans l' Orchestre Panafricain dirigé par Nana Danso Abiam , et Dela Botri, un ancien membre de l'Orchestre. Depuis 2004, Botri a combiné l'atenteben avec la musique hiplife dans ses enregistrements.